# Spragueia pardalis
Spragueia pardalis là một loài bướm đêm trong họ Noctuidae.